# 川村昌平
川村 昌平（かわむら しょうへい、1939年6月10日 - ）は、日本の実業家。養命酒製造代表取締役会長。

## 略歴
長野県岡谷市出身。長野県諏訪清陵高等学校を経て、慶應義塾大学商学部卒業。1962年養命酒製造入社。1993年経理部担当部長。1996年取締役・経理部長。2002年常務取締役・人事、経理担当。2004年専務取締役執行役員・管理本部長。中期経営計画を3次まで立案し指揮した。2006年代表取締役専務取締役執行役員・総務、人事、経理担当。2007年代表取締役副社長執行役員・海外事業、総務、人事、経理担当。2008年代表取締役副社長執行役員・生産事業本部長。2010年代表取締役副社長執行役員・生産本部長、事業開発本部長。同年代表取締役副社長執行役員・事業開発本部長、管理本部長。2011年代表取締役会長。